# 寝むって行くあの雲よ
『寝むって行くあの雲よ』（ねむって いく あの くも よ、朝鮮語: チャゴ カヌン チョ クルマ、ハングル: 자고 가는 저 구름아）は、韓国の小説家朴鍾和の小説作品である。2003年制作のSBSのテレビドラマ『王の女』の原作である。
1961年から1967年まで韓国日報上で連載され、連載終了後の1968年に三省出版社から全5巻の単行本が出版された。2003年、テレビドラマ化に伴い再版されている。
宣祖治世下の1591年から仁祖が即位した1623年までを舞台に、李氏朝鮮第15代国王光海君の生涯を描いているが、正史上では暴君とされていた光海君の業績を再評価する形で描いている。

## あらすじ
光海君は幼少時に実母恭嬪金氏を亡くす。その後父宣祖の関心は仁嬪金氏に移るが、彼を実子のようにかわいがっていた王妃懿仁王后の推薦により、仁嬪の王子たちを抑えて彼が王世子となった。
宮廷の女官として仕えていたカヒ/ケトンは秘かに光海君を愛していたが、宣祖に見初められて承恩尚宮となった。これ以上光海君を愛し続ける事ができないと思ったカヒは出家しようとするが説得もあり思いとどまる。
懿仁王后が崩御し、宣祖は継室として金悌男の
19歳の娘を迎える。カヒは王后の懐妊を阻止しようとするが、彼女は永昌大君を出産。宣祖の譲位を巡る重臣間での対立もあり、宣祖と光海君との対立はますます激しくなった。光海君の王世子としての立場が危くなったと思われた矢先、宣祖はカヒが献上した薬飯を食べた直後に急逝、光海君が新たな国王となった。
光海君は壬辰・丁酉倭乱で荒廃した国内の復興のために力を尽くしていく。法律を制定し規律を正そうとしただけでなく、東医宝鑑をはじめとするさまざまな書籍を編纂させた。
一方でカヒは李爾瞻と手を組んで政敵を追い落としていく。光海君の実兄臨海君は殺害され、仁穆大妃の実父金悌男とその息子たちは賜薬を受けた。そして仁穆大妃自身も西宮に幽閉され、その子永昌大君は江華島に流刑になった上同地で蒸殺された。
光海君の統治に不満を持った勢力は綾陽君を担ぎ出してクーデターを決行。廃位された光海君は済州島で生涯を終え、カヒと李爾瞻は刑場の露と消えた。

## 書誌情報
2003年、テレビドラマ化に合わせてムンイェダンから全7巻が再版され、2010年にも増刷された。以下はムンイェダン版の書誌情報である。
- 第1巻 ISBN 9788957890011
- 第2巻 ISBN 9788957890028
- 第3巻 ISBN 9788957890035
- 第4巻 ISBN 9788957890042
- 第5巻 ISBN 9788957890059
- 第6巻 ISBN 9788957890066
- 第7巻 ISBN 9788957890073

## 2003年のテレビドラマ（王の女）
2003年、王の女（おう の おんな、朝鮮語: ワンエ ヨジャ、ハングル: 왕의 여자/王의 女子）のタイトルでテレビドラマ化され、SBS月火ドラマの枠で放送された。ユン・ジョンゴンが脚本を、キム・ジェヒョン他3名が演出を担当した。主人公光海君とケトンの役はチソンとパク・ソニョンが演じた。当初ケトン役は結婚に伴い芸能界を引退していたシム・ウナで企画されていたがシム・ウナ本人が芸能界復帰を拒否し、パク・ソニョンが担当することとなった。同時間帯にMBCで放送予定であった宮廷女官チャングムの誓いで主役を演じたイ・ヨンエは、かつてキム・ジェヒョンがKBSで手掛けた同一テーマの作品へ出演しており、両者の競合が話題となった。
当初全80話の予定であったが視聴率が1桁台のままで振るわず、スポンサー企業から不満の声が上がるほどであった。結局SBSは当初予定の約半分の話数にあたる42話で放送終了を決定したが、熱心なファンが放送終了に抗議してインターネット上でデモを行った他、一部メディアからも「視聴者への裏切り行為」と批判された。

### 登場人物
登場人物は、個別に注釈がない限りにもとづく:
| 俳優                                | 役名                    | 作品中の設定等 |
| パク・ソニョン                      | ケトン/キム尚宮         | 本作品の主人公。光海君とは幼少時に交流があり、それ以来彼を愛していた。彼の側にいるために女官となり宮中に住まう。    |
| チソン                              | 光海君                  | 宣祖の第2王子、後李氏朝鮮第15代国王。                                                                               |
| イム・ドンジン                      | 宣祖                    | 李氏朝鮮第14代国王で臨海君、光海君の父。                                                                            |
| キム・ユソク                        | 臨海君                  | 宣祖の第1王子で光海君の実兄。イ・ハンミンが奪った名簿を最初に受け取った。王位への野心を抱くが結局弟が国王となった。 |
| キム・ヘリ 少女時代パク・ウンビン   | ソンイ/トンジョンウォル | 両班の家のお嬢様。                                                                                                  |
| ホン・スヒョン                      | 仁穆王后                | 宣祖の継室で永昌大君の母。ケトンの政敵。                                                                            |
| サ・ガン                            | ユ氏夫人                | 光海君の正室。夫とケトンの仲を知り苦悩するが、ケトンが政治的に利用可能であることを理解し耐えようとする。            |
| シン・ウンジョン                    | カンア                  | 元妓生。チョン・チョルに水揚げされてそのまま弟子となった。                                                          |
| イ・フン                            | イ・ハンミン            | 祖先の恨みを晴らそうと企む武術の達人。キム・ゴンニャンから名簿を奪い臨海君のもとにあらわれる。                      |
| イ・ヒョチュン                      | 懿仁王后                | 宣祖の王妃。宣祖との間に子がおらず、光海君を実子のようにかわいがっていた。                                          |
| イ・ヘスク                          | ヤンファダン            | 宣祖の側室で信城君、定遠君の実母。                                                                                  |
| イ・アヒョン                        | ホ氏夫人                | 臨海君の正室。 |
| イ・ドゥイル                        | イ・ギチュク            | 作男、後に武官。トンジョンウォルと共に夜逃げし夫婦となった。仁祖反正の首謀者のひとり。                              |
| キム・ビョンギ                      | メン・ジチャン          | 光海君の策士。 |
| チョン・テウ                        | 世子                    | 光海君とユ氏夫人の長男。父親の廃位とともに自身も世子の地位を廃された。                                              |
| クォン・オミン 幼少時代カン・サン   | 永昌大君                | 宣祖と仁穆王后の間に生まれた王子。政争の最中に流刑先のオンドル部屋で蒸殺された。                                    |
| イ・ギョンファ                      | 嬪宮パク氏              | 世子嬪。光海君の廃位に伴い、夫ともども廃位された。                                                                  |
| キム・ホヨン                        | イ・ドッキョン          | |
| キム・チョンマン                    |                         | |
| イ・ミギョン                        | チョ氏                  | |
| ハン・ソル                          | オウォル                | |
| アン・ホンジン 少年時代イ・ソクミン | 綾陽君                  | 光海君の甥。廃位後は仁穆大妃の後ろ盾を得て即位する。                                                                |
| キム・ハクチョル                    | キム・ゴンニャン        | 仁嬪の兄。妹の権威を笠に着て朝廷で権力を振るう。                                                                    |
| アン・デヨン                        | イ・サネ                | 領議政を務める朝廷の重臣。チョン・チョルを罠にかけて失脚させた。                                                    |
| ハン・サンヒョク                    | チョ・ホン              | 朝廷に仕える文臣。                                                                                                  |
| ムン・ギョンソク                    | ユッカ                  | キム・ゴンニャンが雇った刺客。                                                                                      |
| ユン・ジュサン                      | チョン・チョル          | 朝廷の重臣でクォン・ピルとカンアの師匠。イ・サネの策略に引っかかり失脚した。                                        |
| キム・ヨンチャン                    | 信城君                  | 宣祖と仁嬪の間の王子。後継者争いの最中で病気で夭逝した。                                                            |
| チョン・ジン                        | ウヘウォル              | タンジョンウォルの師匠。                                                                                            |
| ハン・ヨンスク                      | ヤン尚宮                | 懿仁王后付き尚宮。                                                                                                  |
| チェ・ドンジュン                    | チョン・イノン          | 北人派。 |
| イム・ヒョク                        | イ・イチョム            | チョン・イノンの門下生。ケトンと手を組み朝廷で権力を振るった。光海君廃位後ケトンと共に処刑された。                  |
| チョン・ドンファン                  | ユ・ヨンギョン          | 朝廷の重臣。 |
| シン・グィシク                      | キム・ジェナム          | 仁穆王后の父親。 |
| キム・ヨンナン                      | ノ氏夫人                | キム・ジェナムの妻で仁穆王后の母親。                                                                                |
| キム・エギョン                      | ケトンの母              | ケトンからは嫌われている。                                                                                          |
| ハン・インス                        | イ・ハンボク            | 壬辰倭乱の際に活躍し功臣となったが、臨海君と永昌大君の処罰に反対し流刑に処せられた。                                |
| チェ・ジョンファン                  | ユ・ヒブン              | ユ氏夫人の兄。 |

### 韓国国外での放送
日本においてはスカパー!系列局のKNTVにて2006年2月4日から同年6月24日まで放送。その後民放BS局BS朝日にて、2009年3月18日から放送された。。

### 関連商品
韓国国内ではDVDは未発売だが、放送局のSBSによりVODが提供されている。日本では2009年1月にジェネオンエンタテインメントよりDVD-BOXが発売された。